# Justin Long

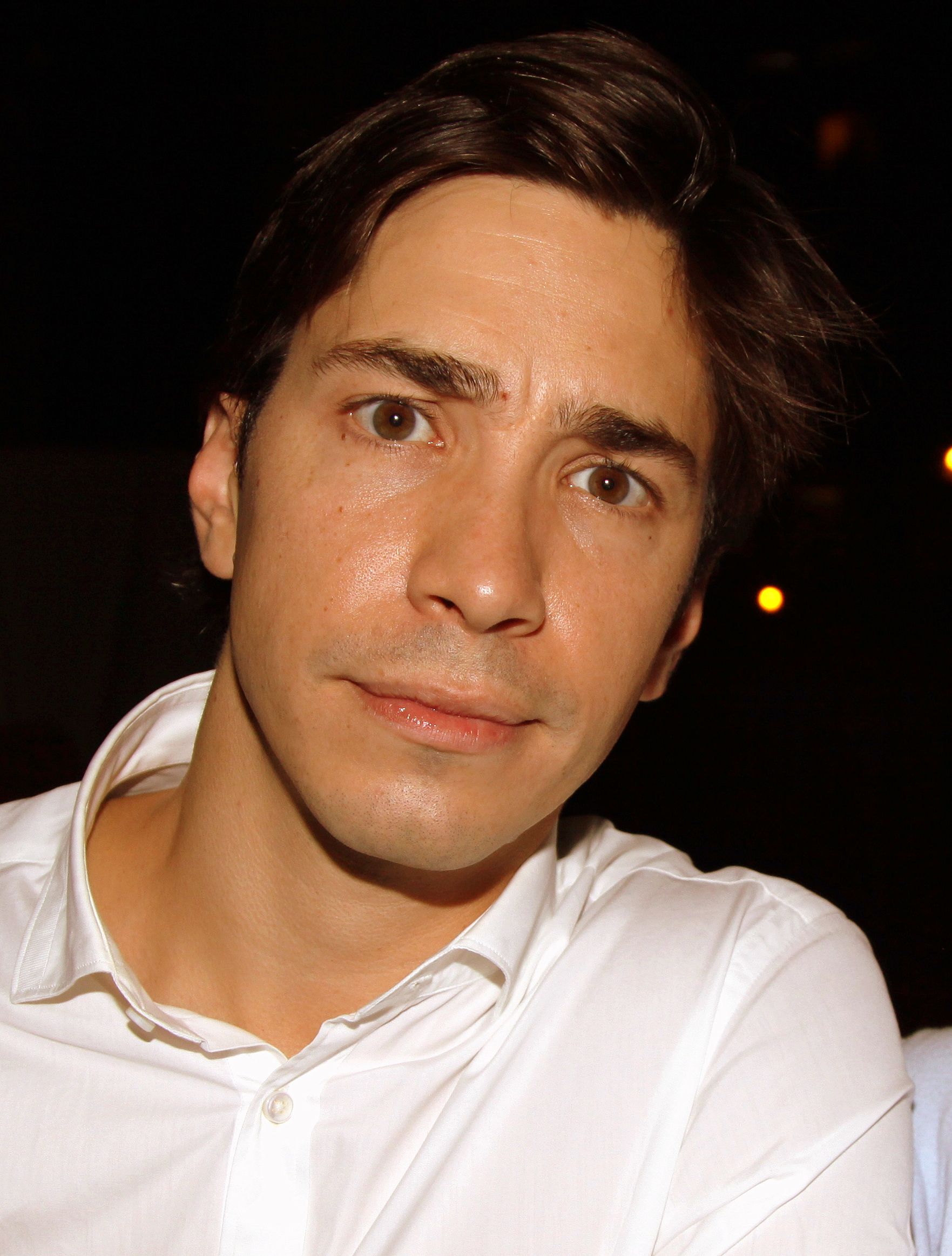
Justin Long beim Toronto International Film Festival 2011

Justin Jake Long (* 2. Juni 1978 in Fairfield, Connecticut) ist ein US-amerikanischer Schauspieler, Synchronsprecher, Filmregisseur und Drehbuchautor.

## Leben
Justin Long ist der zweite von R. James Longs drei Söhnen. James Long ist Professor für Philosophie an der Fairfield University. Wendy Long, eine Schauspielerin am Broadway Theatre, ist seine Mutter. Seine Brüder, Damien und Christian Long, sind ebenfalls als Schauspieler tätig.
Long besuchte die Schule, stand jedoch seit seiner Jugend in zahlreichen Theaterstücken am Broadway auf der Bühne. Im Alter von 21 Jahren gab er sein Filmdebüt in Galaxy Quest – Planlos durchs Weltall an der Seite von Tim Allen. Bekanntheit erlangte er 2001 durch seine Rolle in dem Horrorfilm Jeepers Creepers.
In den USA ist er in vielen Werbespots zu sehen, etwa 2003 für Pepsi. Seinen größten Vertrag hatte er mit Apple, in deren Werbespots er zwischen 2006 und 2010 an der Seite von John Hodgman als personifizierter Mac auftrat. 2014 stand er neben Michael Parks und Haley Joel Osment im Horrorfilm Tusk vor der Kamera.
2013 hatte Long einen Gastauftritt in der US-Sitcom Mom.
Justin Long war mit Drew Barrymore liiert. Das Paar war zwischenzeitlich von Juli 2008 bis März 2009 getrennt. Sie lernten sich bei einem gemeinsamen Filmdreh kennen. Seit 2013 war Long mit seiner Kollegin Amanda Seyfried liiert. Im September 2015 gaben sie ihre Trennung bekannt. Seit 2021 ist er mit Kate Bosworth in einer Beziehung. Im Jahr 2023 heiratete das Paar. Beide wurden im Juli 2025 erstmals Eltern einer Tochter. Das Kind kam durch eine Leihmutterschaft zur Welt.

## Filmografie
Als Schauspieler
- 1999: Galaxy Quest – Planlos durchs Weltall (Galaxy Quest)
- 2001: Jeepers Creepers – Es ist angerichtet (Jeepers Creepers)
- 2001–2003: Ed – Der Bowling-Anwalt (Ed, Fernsehserie)
- 2002: Not a Girl (Crossroads)
- 2003: Jeepers Creepers 2 (Jeepers Creepers 2)
- 2004: Voll auf die Nüsse (Dodgeball: A True Underdog Story)
- 2004: Wake Up, Ron Burgundy: The Lost Movie
- 2005: AbServiert (Waiting…)
- 2005: Herbie Fully Loaded – Ein toller Käfer startet durch (Herbie: Fully Loaded)
- 2005: Die wilden Siebziger (That ’70s Show, Fernsehserie)
- 2006: Campus Ladies (Fernsehserie)
- 2006: Dreamland
- 2006: Trennung mit Hindernissen (The Break-Up)
- 2006: S.H.I.T. – Die Highschool GmbH (Accepted)
- 2006: Idiocracy
- 2007: Stirb langsam 4.0 (Live Free or Die Hard)
- 2007: Terra
- 2007: Walk Hard: Die Dewey Cox Story
- 2008: Strange Wilderness
- 2008: Just Add Water – Das Leben ist kein Zuckerschlecken (Just Add Water)
- 2008: Zack and Miri Make a Porno
- 2009: Er steht einfach nicht auf Dich (He’s Just Not That Into You)
- 2009: Drag Me to Hell
- 2009: Youth in Revolt
- 2009: Old Dogs – Daddy oder Deal (Old Dogs)
- 2009: After.Life
- 2009: Serious Moonlight
- 2009: Wild Chicks (Still Waiting …)
- 2010: Verrückt nach dir (Going the Distance)
- 2010: Die Lincoln Verschwörung (The Conspirator)
- 2011–2015: New Girl (Fernsehserie, 5 Episoden)
- 2012: Kein Sex unter dieser Nummer (For a Good Time, Call …)
- 2013: Movie 43
- 2013: iSteve
- 2013: iLove – geloggt, geliked, geliebt (A Case of You)
- 2013: Mom (Fernsehserie, 3 Episoden)
- 2014: Comet
- 2014: Tusk
- 2014: Katies Blog (Ask Me Anything)
- 2016: Yoga Hosers
- 2018: Die Conners (The Conners, Fernsehserie, 2 Episoden)
- 2019: Safe Spaces
- 2019: The Wave – Deine Realität ist nur ein Traum (The Wave)
- 2019: Jay and Silent Bob Reboot
- 2019: Pflicht und Schande (Giri/Haji, Fernsehserie, 4 Episoden)
- 2021: Lady of the Manor
- 2022: House of Darkness
- 2022: Barbarian
- 2023: It’s a Wonderful Knife
- 2023: Dear David
- 2023: Gänsehaut (Goosebumps, Fernsehserie)
- 2024: Spin the Bottle
- 2025: Weapons – Die Stunde des Verschwindens (Weapons)

Als Synchronsprecher
- 2007: Alvin und die Chipmunks – Der Kinofilm (Alvin and the Chipmunks, Stimme von Alvin)
- 2009: Planet 51 (Stimme von Lem)
- 2009: Alvin und die Chipmunks 2 (Alvin and the Chipmunks: The Squeakquel, Stimme von Alvin)
- 2010: Alpha und Omega (Stimme von Humphrey)
- 2011: Alvin und die Chipmunks 3: Chipbruch (Alvin and the Chipmunks: Chipwrecked, Stimme von Alvin)
- 2015: Alvin und die Chipmunks: Road Chip (Alvin and the Chipmunks: The Road Chip, Stimme von Alvin)
- 2015–2021: F Is for Family (Fernsehserie, Stimme von Kevin Murphy)
- 2016–2018: Skylanders Academy (Fernsehserie, Stimme von Spyro)
- 2021: Masters of the Universe – Revelation (Fernsehserie, Stimme von Roboto)

Als Regisseur/Drehbuchautor
- 2013: iLove – geloggt, geliked, geliebt (A Case of You, nur Drehbuch)
- 2021: Lady of the Manor
- 2024: V/H/S/Beyond (Segment Fur Babies)

## Auszeichnungen
- zwei Saturn-Award-Nominierungen
- eine MTV-Movie-Awards-Nominierung